# Anenský klášter (Staré Město)
Anenský klášter, či klášter dominikánek při kostele sv. Anny na Starém Městě v Praze 1 je bývalý konvent řádu českých dominikánek při kostele svaté Anny. Nachází se na adrese Anenské náměstí 211/2. V současnosti slouží budovy bývalého kláštera pro potřeby baletního souboru Národního divadla, v objektu mají sídlo také další subjekty.

## Popis objektu

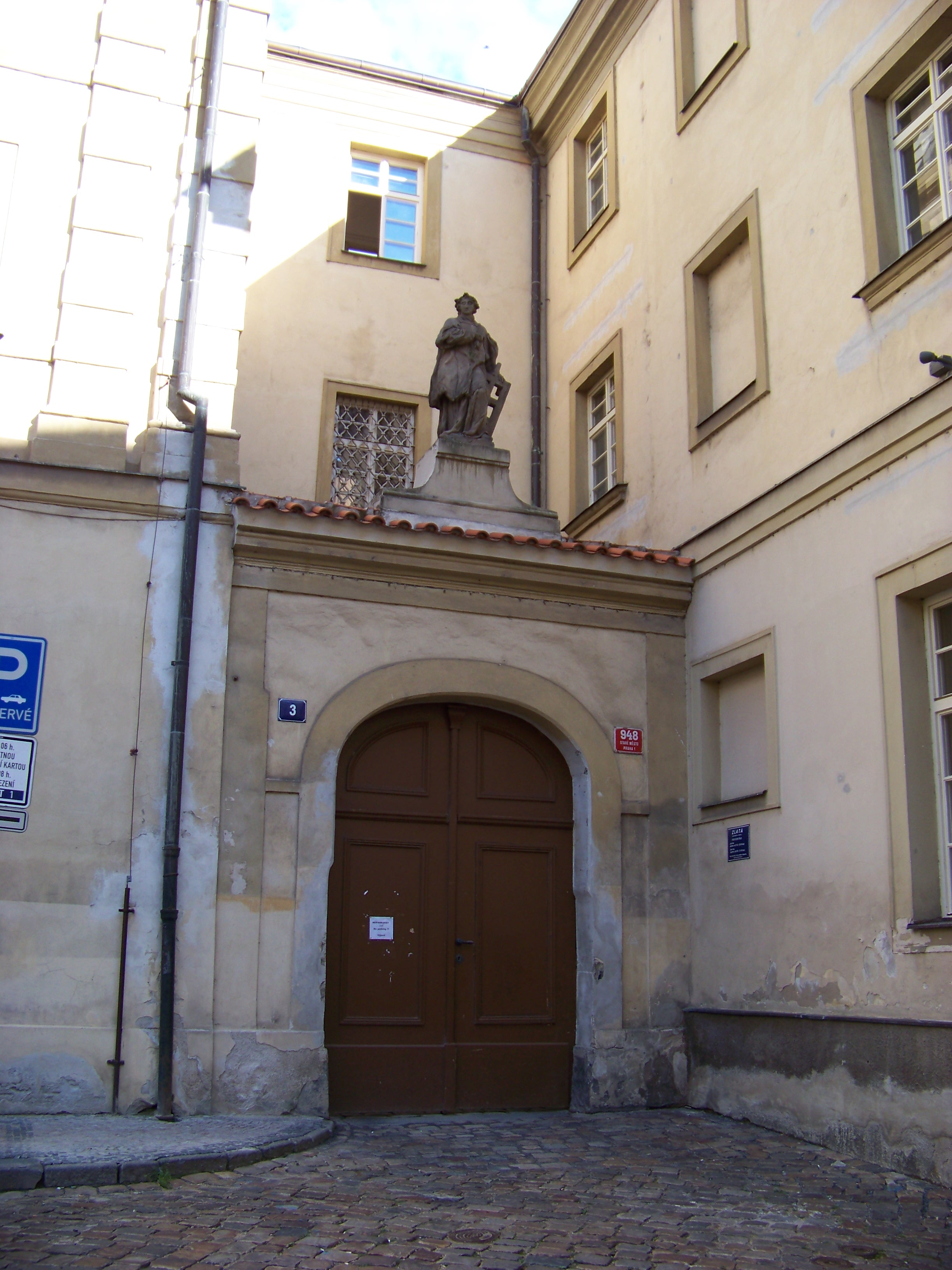
Vjezd do kláštera se sochou sv. Vavřince

Budova někdejšího kláštera je dvoupatrová stavba s průčelím do Anenského náměstí. Jednotlivá křídla uzavírají obdélný dvůr, zadní křídla někdejší rajský dvůr lichoběžného tvaru, kde se dochovaly zbytky gotických arkád ambitů. V objektu se dochovalo několik barokních schodišť a portálků.
Nad vjezdem z Anenského náměstí č. 948/3 se nachází socha sv. Vavřince od Jana Antonína Quitainera vytvořená kolem roku 1750.

## Historie

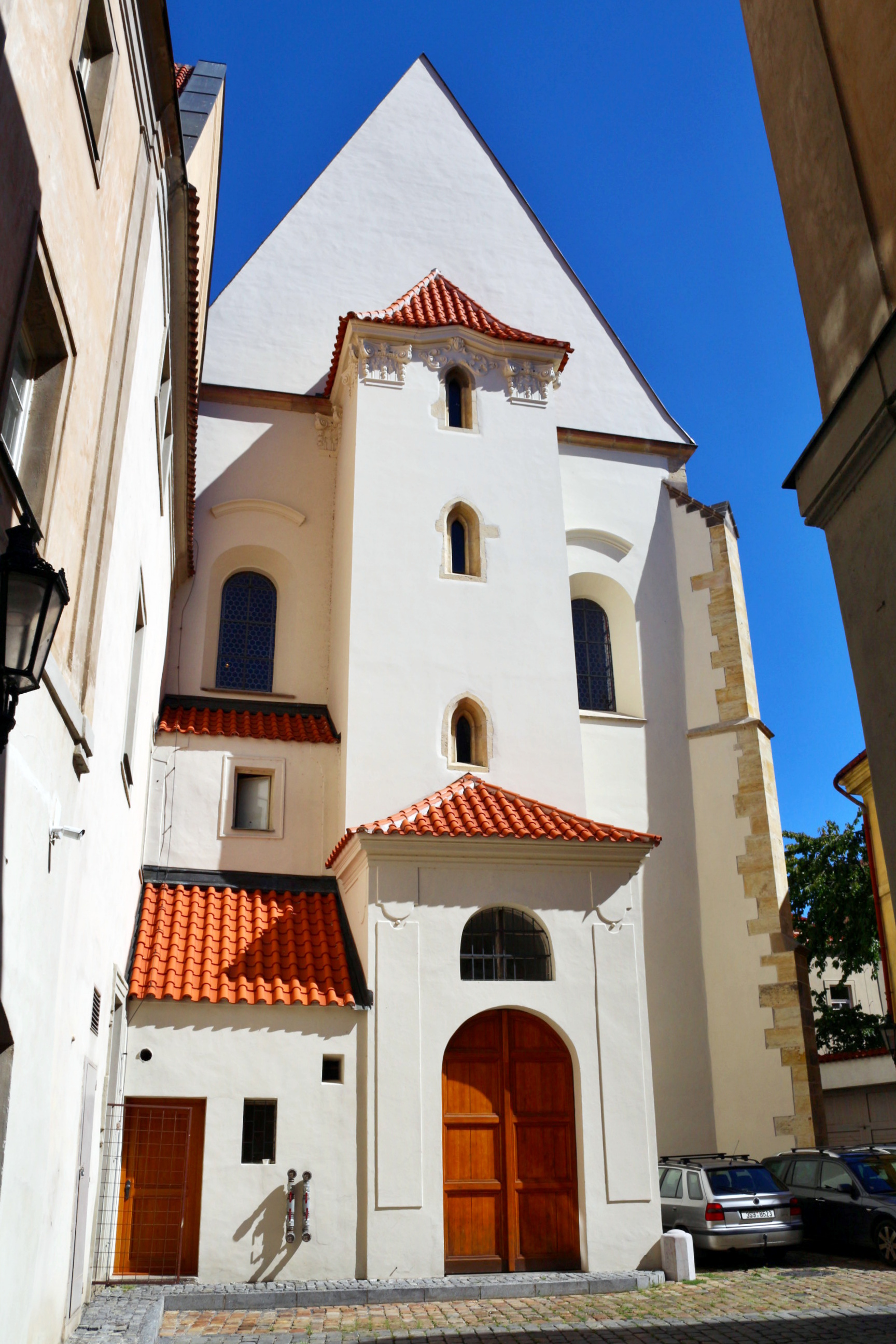
Gotický kostel svaté Anny

### Templáři
Areál kláštera složený z několika budov byl poměrně rozsáhlý. Vznikl v místě staršího románského dvorce u rotundy sv. Vavřince po roce 1230, kdy objekt koupili templáři. Ti rotundu rozšířili na kostel, u kterého vystavěli svoji komendu, taktéž v románském stylu, z níž se ve sklepeních východní části zachovalo několik částí základů.

### Dominikánky
V roce 1312 byl templářský řád zrušen a dvůr s kostelem koupili johanité a od nich je záhy odkoupily dominikánky z kláštera sv. Anny na Újezdě. Donátory staroměstského kláštera byli král Jan Lucemburský s manželkou Eliškou, v letech 1324, 1325 a 1329 příslušníci rodu pánů z Říčan, kteří v oné době obývali sousedství a jejichž členky patřily zároveň k představeným kláštera. Roku 1339 stavbu sponzoroval litoměřický probošt Konrád z Litoměřic. Dominikánky dočasně využívaly templářský kostel sv. Vavřince, zatímco západně od něj probíhá výstavba nové lodi s emporou jeptišek - rozšíření na současný kostel sv. Anny. Kostel sv. Vavřince existuje ještě do roku 1355, avšak v roce 1365 již nese název chór sv. Anny. Dominikánky rovněž rozšířily bývalou komendu do podoby gotického kláštera. O budovy kláštera se starali dominikáni od nedalekého sv. Klimenta.
Ve 2. polovině 14. století byl stržen templářský kostel, aby mohl být dostavěn východní závěr chóru a propojen se stejně širokou lodí.
15. a 16. století bylo z hlediska stavebních úprav spíše klidné, novou aktivitu přinesl teprve počátek 17. století – roku 1616 byl kostel s klášterem přičiněním královny Anny, manželky krále Matyáše, opraven a část objektu přestavěna ve slohu pozdní renesance. Poté byl v 60. a 70. letech klášter přestavěn podle plánů Giovanniho Domenica Orsiho v raně barokním stylu a byl nově vybudován chór jeptišek.

### Zrušení kláštera
Klášter byl zrušen v rámci josefinských reforem roku 1782. Poté objekt zakoupil podnikatel Jan Ferdinand rytíř ze Schönfeldu, který v objektu zřídil tiskárnu, kde vydával Císařské a královské poštovské noviny. Roku 1830 od jeho syna Jakuba ze Schönfeldu tiskárnu odkoupil Rudolf Haase s manželkou Hedvikou pro firmu bratři Haasové a vybudovali z ní největší tiskárnu v Rakouské monarchii. Po znárodnění areál převzala Tiskárna Svoboda (dříve Svoboda grafické závody n. p.), která zde působila do roku 1977.
V průběhu 19. a 20. století došlo k menším úpravám interiérů.

### Současnost
V letech 1992 až 1993 proběhla rekonstrukce středního křídla kláštera pro potřeby baletního souboru Národního divadla, kterému slouži dodnes.